# Guadeloupe (souostroví)
Souostroví Guadeloupe je skupina ostrovů v Malých Antilách, která se nachází v Karibském moři. Jedná se o nejlidnatější část francouzského zámořského departementu a zároveň zámořského regionu Guadeloupe. Nachází se 41 km severoseverozápadně od ostrova Dominika a 55 km jihovýchodně od ostrova Montserrat.

## Historie

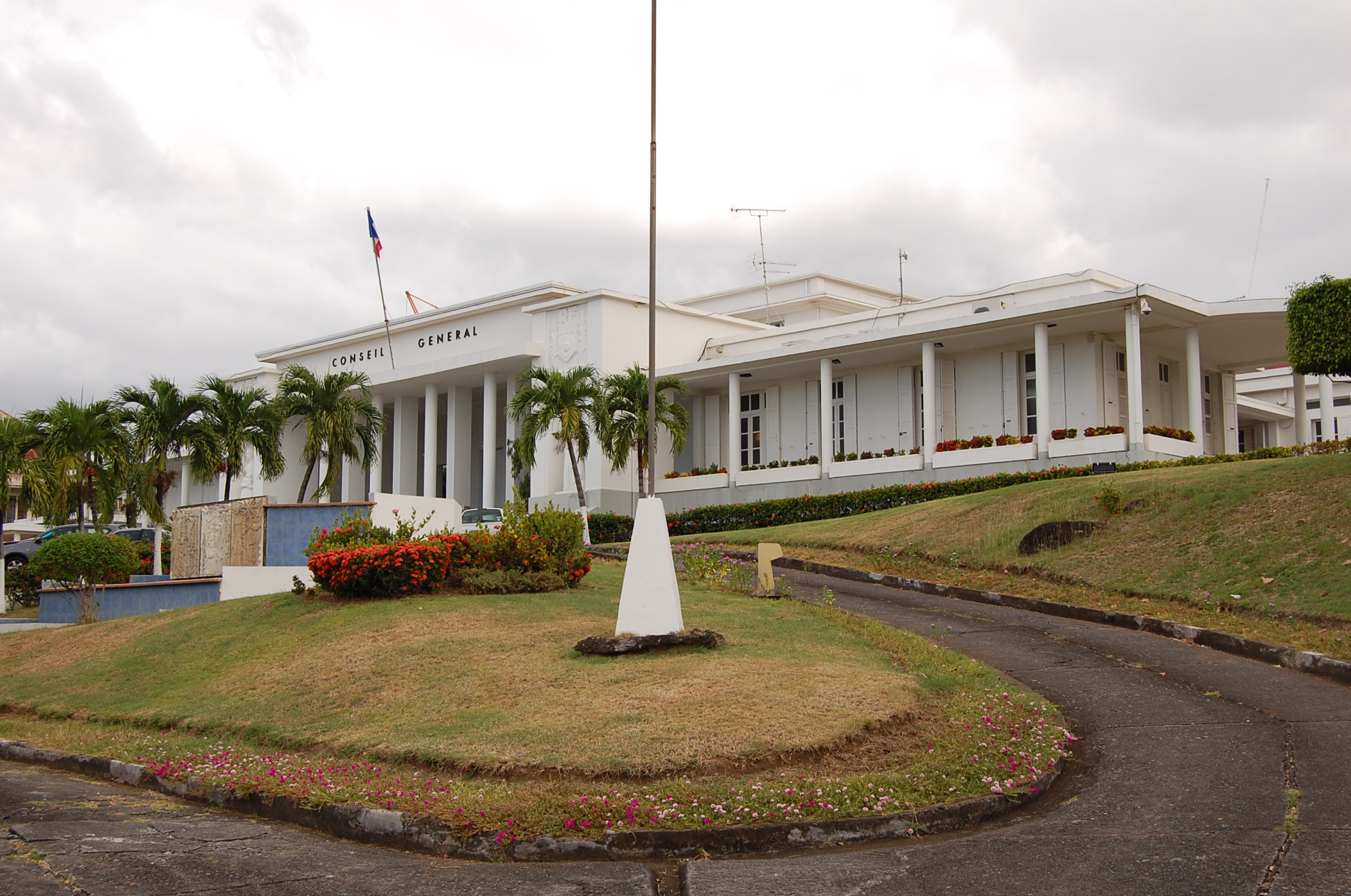
Budova Generální rady v Basse-Terre

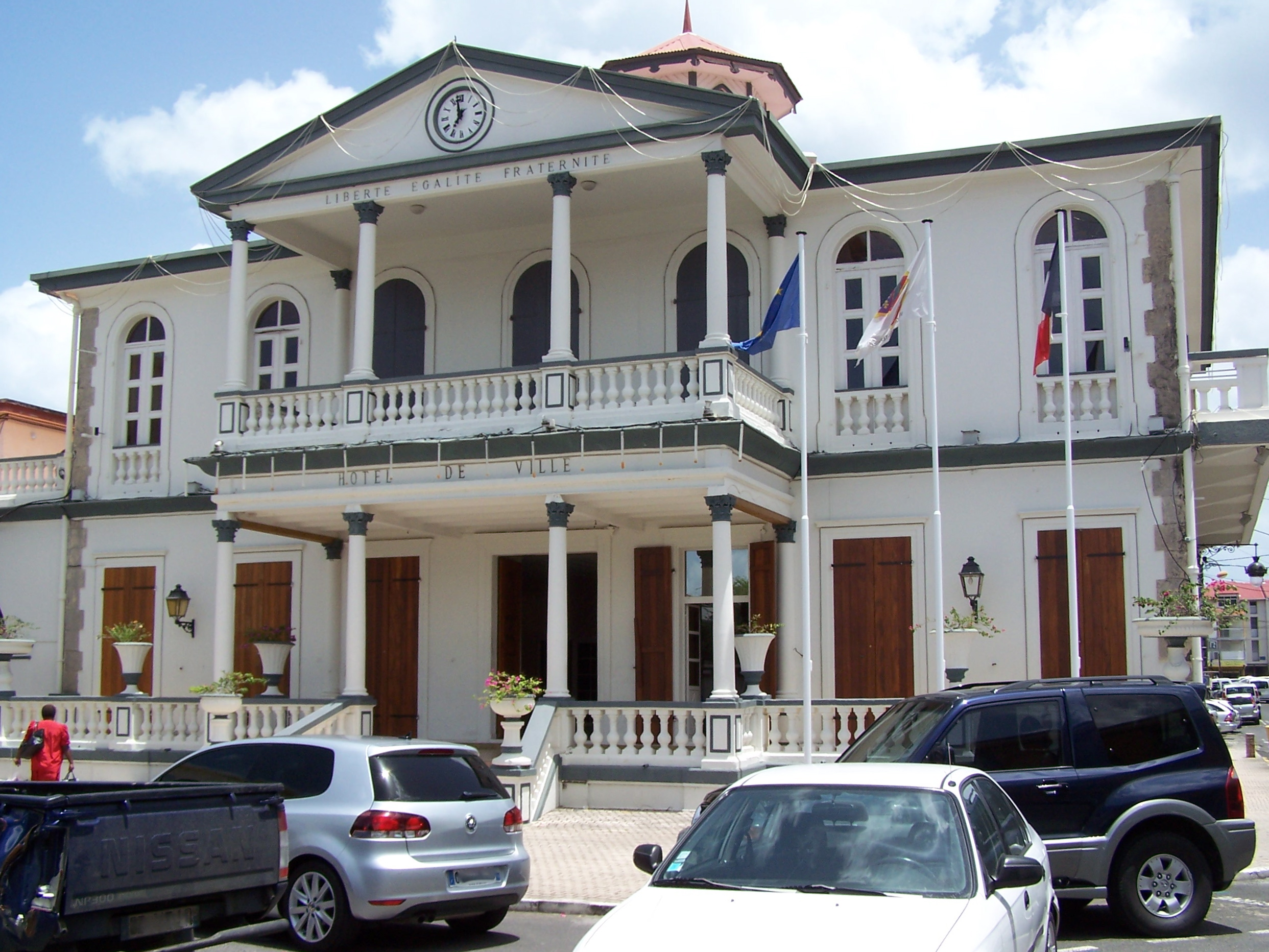
Radnice v Basse-Terre

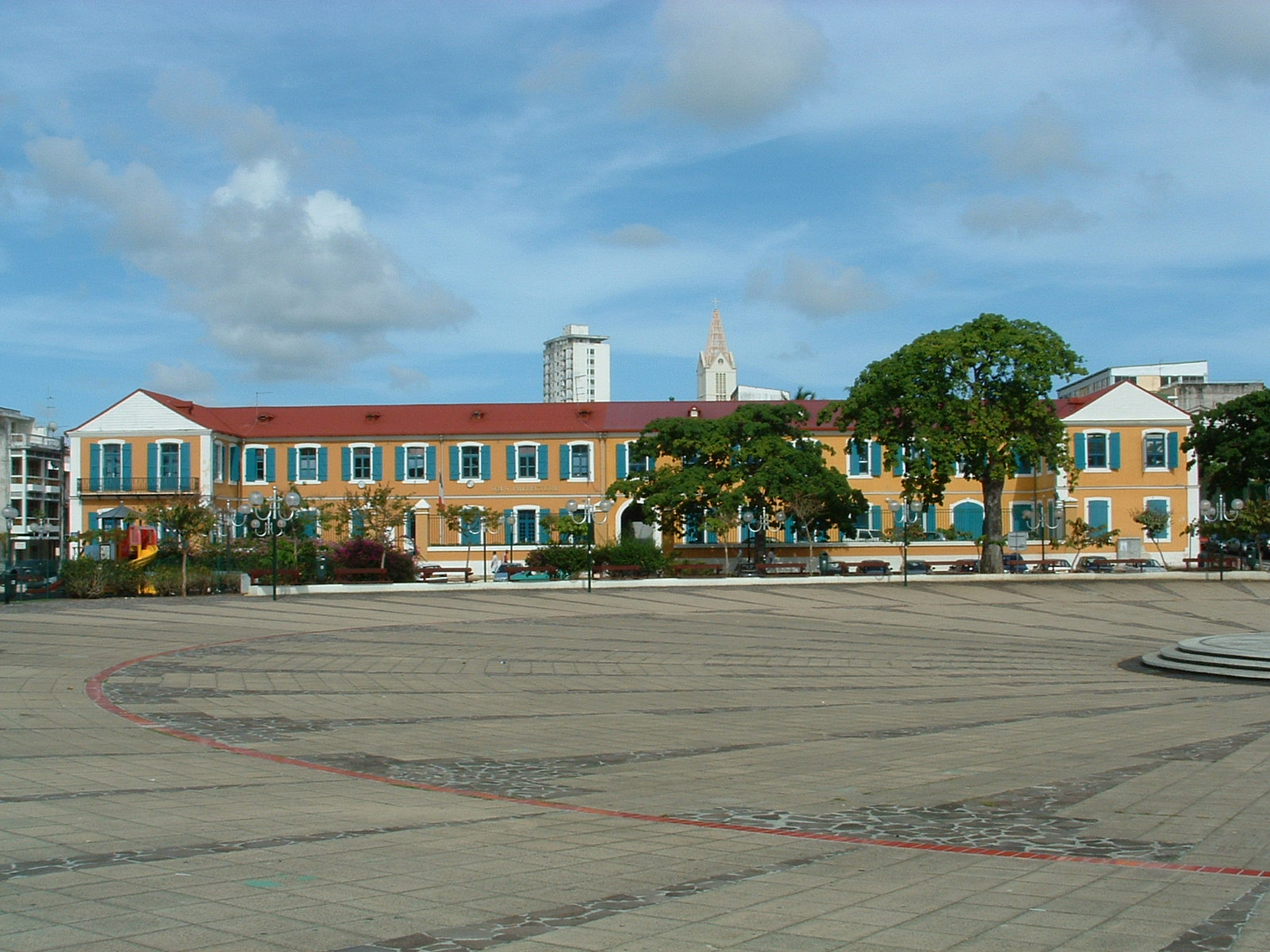
Budova podprefektury v Pointe-à-Pitre

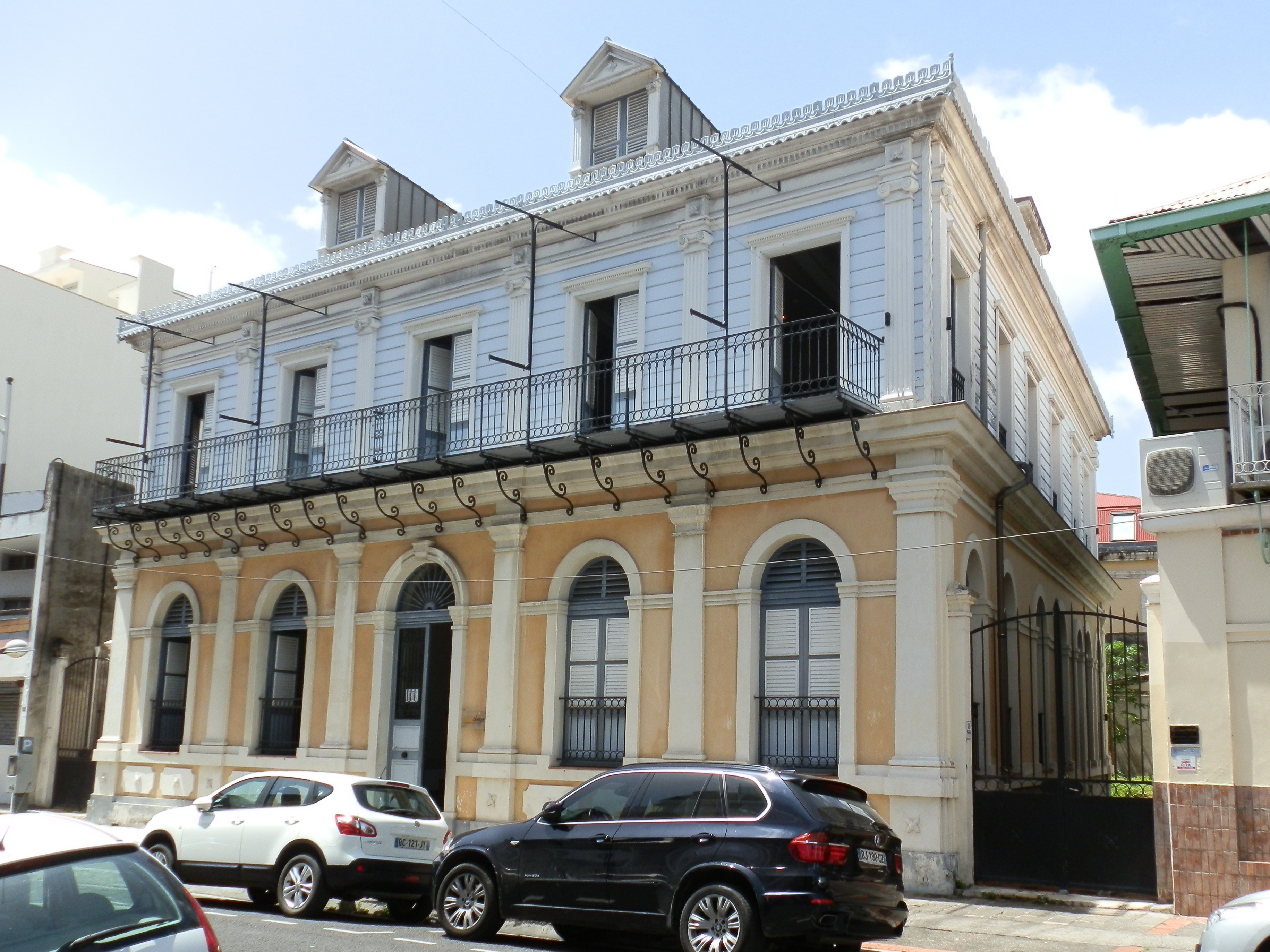
Stará radnice v Pointe-à-Pitre

Původní obyvatelé osídlili ostrovy pravděpodobně již kolem roku 3000 př. n. l. První identifikovatelnou skupinou byli Arawakové, které kolem roku 1400 vytlačili Karibové.
Při své druhé plavbě do Ameriky spatřil Kryštof Kolumbus se svými námořníky 3. listopadu 1493 ostrov La Désirade, který Kolumbus pojmenoval Desirada (španělsky „žádoucí“), neboť posádka velmi toužila vidět pevninu. Téhož dne měli na dohled ještě další ostrov, který Kolumbus pojmenoval podle vlajkové lodi Maria Galanda, dnes ostrov Marie-Galante. Výprava pak 4. listopadu přistála na Basse-Terre v místě dnešní obce Capesterre-Belle-Eau a Kolumbus pojmenoval celý ostrov podle kláštera Santa María de Guadalupe ve Španělsku Santa Maria de Guadalupe de Estremadura.
Španělé se v 16. století několikrát neúspěšně pokusili ostrovy zabrat. Teprve roku 1635 se na Guadeloupe usadila francouzská Společnost amerických ostrovů, která celé souostroví formálně zabrala pro Francii. Tak se stalo francouzskou kolonií.
Do roku 1775 souostroví s výjimkou krátkých období britské a švédské okupace spravovaly francouzské úřady v rámci Francouzských Malých Antil.
V roce 1797 se Guadeloupe a s ním celé souostroví stal francouzským departementem, což se roku 1946 změnilo na francouzský zámořský departement. V roce 2003 se pak stal rovněž zámořským regionem. Do roku 2007 zde sídlila správa dnešních francouzských zámořských společenství Svatý Martin a Svatý Bartoloměj.
Dne 8. února 1843 zasáhlo Guadeloupe zemětřesení, jehož odhadované magnitudo (stupnice nespecifikována) bylo 8,5, což z něj činí nejsilnější zaznamenané zemětřesení v oblasti Karibiku s maximální vnímanou intenzitou otřesů IX na Mercalliho stupnici. Otřesy byly cítit v celém Karibiku, a dokonce až ve státu New York. Při zemětřesení zemřelo 1500 až 5000 lidí.

## Ostrovy
Souostroví Guadeloupe tvoří šest obydlených ostrovů — Basse-Terre a Grande-Terre, jež spolu tvoří dvojostrov Guadeloupe, ostrovy Marie-Galante a La Désirade a dva obydlené ostrovy souostroví Les Saintes Terre-de-Haut a Terre-de-Bas a více než 30 neobydlených ostrovů, ostrůvků a skalisek.
- Baleine du Sud (ostrovy Petite Terre) 16°10′19″ s. š., 61°6′42″ z. d.
- Basse-Terre 16°8′58″ s. š., 61°40′41″ z. d.
- Grand Îlet (Guadeloupe) 16°20′36″ s. š., 61°40′33″ z. d.
- Grand Îlet (souostroví Les Saintes) 15°51′22″ s. š., 61°36′38″ z. d.
- Grande-Terre 16°19′3″ s. š., 61°25′43″ z. d.
- Îlet à Cabrit (souostroví Les Saintes) 15°52′31″ s. š., 61°35′41″ z. d.
- Îlet à Caret (Guadeloupe) 16°21′23″ s. š., 61°37′39″ z. d.
- Îlet à Christophe (Guadeloupe) 16°17′40″ s. š., 61°34′11″ z. d.
- Îlet à Cochons (Guadeloupe) 16°12′53″ s. š., 61°32′27″ z. d.
- Îlet à Colas (Guadeloupe) 16°20′47″ s. š., 61°34′27″ z. d.
- Îlet à Fajou (Guadeloupe) 16°20′59″ s. š., 61°35′11″ z. d.
- Îlet à Kahouanne (Guadeloupe) 16°22′ s. š., 61°46′47″ z. d.
- Îlet Blanc (Guadeloupe) 16°20′53″ s. š., 61°41′17″ z. d.
- Îlet Boissard (Guadeloupe) 16°13′20″ s. š., 61°33′8″ z. d.
- Îlet Crabière (Guadeloupe) 16°19′19″ s. š., 61°40′13″ z. d.
- Îlet de Terre-de-Bas (ostrovy Petite Terre, la Désirade) 15°51′22″ s. š., 61°38′5″ z. d.
- Îlet de Terre-de-Haut (ostrovy Petite Terre, la Désirade) 15°52′ s. š., 61°35′0″ z. d.
- Îlet de Vieux Fort (Marie-Galante) 15°59′47″ s. š., 61°18′20″ z. d.
- Îlet du Gosier (Guadeloupe) 16°11′56″ s. š., 61°29′29″ z. d.
- Îlet Duberran (Guadeloupe) 16°20′57″ s. š., 61°30′30″ z. d.
- Îlet Feuille (Guadeloupe) 16°13′45″ s. š., 61°33′22″ z. d.
- Îlet Fortune (Guadeloupe) 16°9′ s. š., 61°33′42″ z. d.
- Îlet Frégate de Haut (Guadeloupe) 16°11′29″ s. š., 61°33′8″ z. d.
- Îlet Macou (Guadeloupe) 16°20′59″ s. š., 61°31′38″ z. d.
- Îlet Mangue à Laurette (Guadeloupe) 16°19′22″ s. š., 61°38′14″ z. d.
- Îlets de Carénage (Guadeloupe) 16°20′0″ s. š., 61°40′ z. d.
- Îlets Pigeon (Guadeloupe) 16°10′12″ s. š., 61°47′24″ z. d.
- La Biche (Guadeloupe) 16°20′12″ s. š., 61°39′5″ z. d.
- La Coche (souostroví Les Saintes) 15°50′11″ s. š., 61°36′34″ z. d.
- La Désirade 16°19′6″ s. š., 61°3′7″ z. d.
- La Redonde (souostroví Les Saintes) 15°51′4″ s. š., 61°35′32″ z. d.
- Le Pâté (souostroví Les Saintes) 15°52′19″ s. š., 61°37′39″ z. d.
- Les Augustins (souostroví Les Saintes) 15°50′ s. š., 61°36′ z. d.
- Marie-Galante 15°56′9″ s. š., 61°16′14″ z. d.
- Terre-de-Bas (souostroví Les Saintes) 16°10′12″ s. š., 61°7′8″ z. d.
- Terre-de-Haut (souostroví Les Saintes) 16°10′38″ s. š., 61°6′28″ z. d.
- Tête à l'Anglais (Guadeloupe) 16°22′55″ s. š., 61°45′54″ z. d.

### Seznam měst souostroví Guadeloupe
| Pořadí | Sídlo                                                     | Počet obyv. (2006) | Rozloha (km²) | Hustota |
| ------ | --------------------------------------------------------- | ------------------ | ------------- | ------- |
| 1      | Baie-Mahault                                              | 27 906             | 46,02         | 606     |
| 2      | Petit-Bourg                                               | 21 153             | 130,88        | 162     |
| 3      | Sainte-Rose                                               | 19 989             | 119,65        | 167     |
| 4      | Capesterre-Belle-Eau                                      | 19 610             | 104,31        | 188     |
| 5      | Lamentin                                                  | 15 738             | 65,63         | 240     |
| 6      | Basse-Terre–Communauté d'agglomération Grand Sud Caraïbe  | 12 834             | 5,78          | 2 220   |
| 7      | Saint-Claude–Communauté d'agglomération Grand Sud Caraïbe | 10 624             | 34,27         | 306     |
| 8      | Trois-Rivières                                            | 8 864              | 31,22         | 284     |
| 9      | Gourbeyre–Communauté d'agglomération Grand Sud Caraïbe    | 8 033              | 23,52         | 342     |
| 10     | Vieux-Habitants                                           | 7 675              | 58,70         | 131     |
| 11     | Goyave                                                    | 7 575              | 60,91         | 124     |
| 12     | Bouillante                                                | 7 511              | 43,46         | 173     |
| 13     | Pointe-Noire                                              | 7 149              | 59,71         | 120     |
| 14     | Baillif–Communauté d'agglomération Grand Sud Caraïbe      | 6 086              | 24,37         | 250     |
| 15     | Deshaies                                                  | 4 287              | 32,15         | 133     |
| 16     | Vieux-Fort                                                | 1 749              | 7,24          | 242     |
| 17     | Les Abymes                                                | 60 053             | 81,25         | 739     |
| 18     | Le Gosier                                                 | 27 370             | 42,20         | 649     |
| 19     | Sainte-Anne                                               | 23 073             | 80,29         | 287     |
| 20     | Le Moule                                                  | 21 027             | 82,84         | 254     |
| 21     | Pointe-à-Pitre                                            | 17 541             | 2,66          | 6 594   |
| 22     | Morne-à-l'Eau                                             | 16 703             | 63,56         | 263     |
| 23     | Saint-François                                            | 13 424             | 59,82         | 224     |
| 24     | Petit-Canal                                               | 8 180              | 70,35         | 116     |
| 25     | Port-Louis                                                | 5 481              | 43,24         | 127     |
| 26     | Anse-Bertrand                                             | 4 751              | 60,47         | 79      |

| Pořadí | Městská jednotka          | Počet obyv. (2012) | Počet obyv. (1999) | Růst        | Činnosti                                       | Ostrov                     |
| ------ | ------------------------- | ------------------ | ------------------ | ----------- | ---------------------------------------------- | -------------------------- |
| 1      | Pointe-à-Pitre–Les Abymes | 257 361            | 243 515            | ▲ + 5,69 %  | ekonomické centrum, zemědělství, cestovní ruch | Grande-Terre a Basse-Terre |
| 2      | Basse-Terre               | 51 315             | 52 475             | ▼ - 2,21 %  | administrativní centrum                        | Basse-Terre                |
| 3      | Capesterre-Belle-Eau      | 27 486             | 24 628             | ▲ + 11,60 % | zemědělství                                    | Basse-Terre                |
| 4      | Sainte-Rose               | 20 379             | 17 574             | ▲ + 15,96 % | zemědělství                                    | Basse-Terre                |

## Galerie

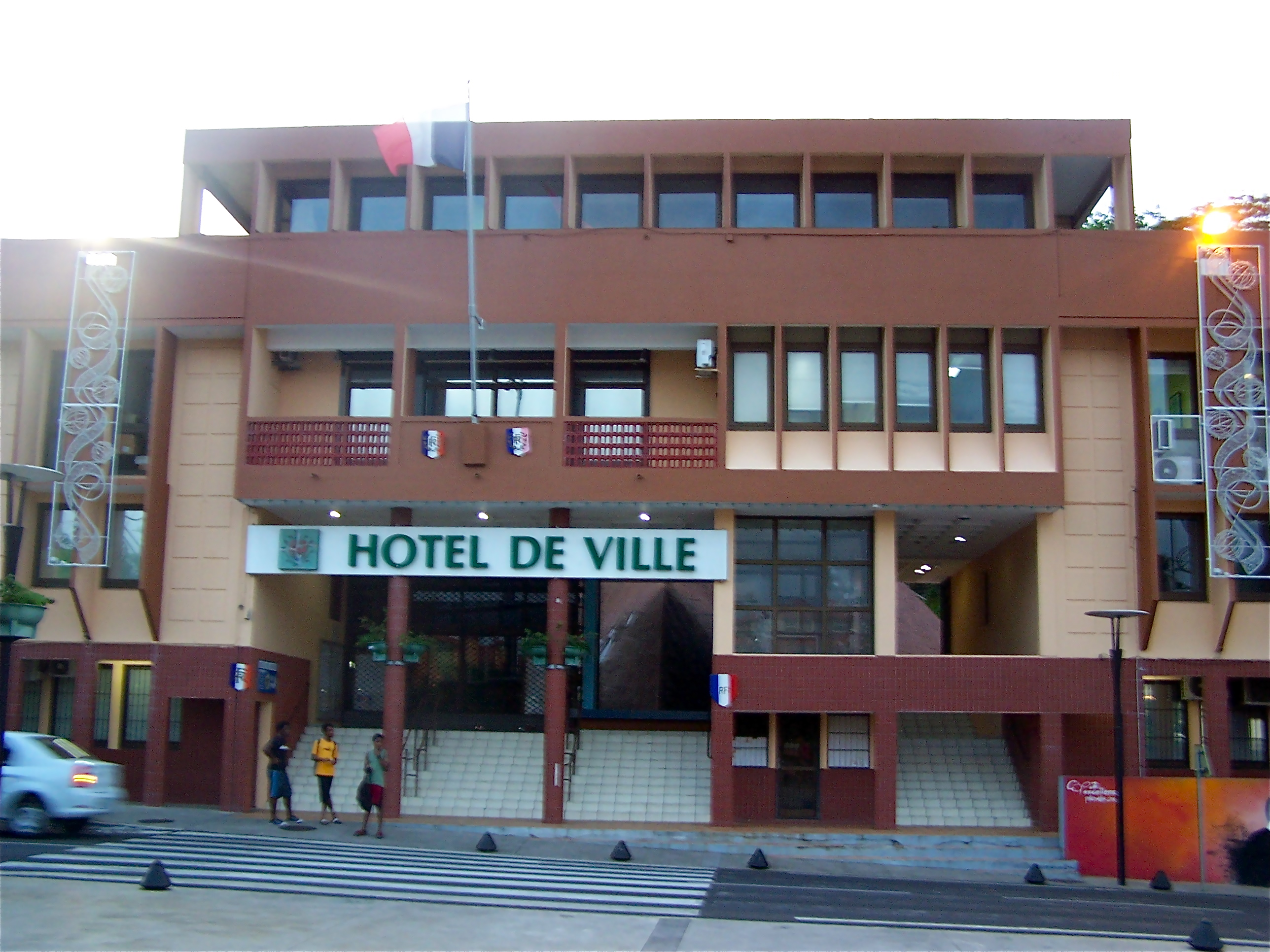
Radnice v Les Abymes
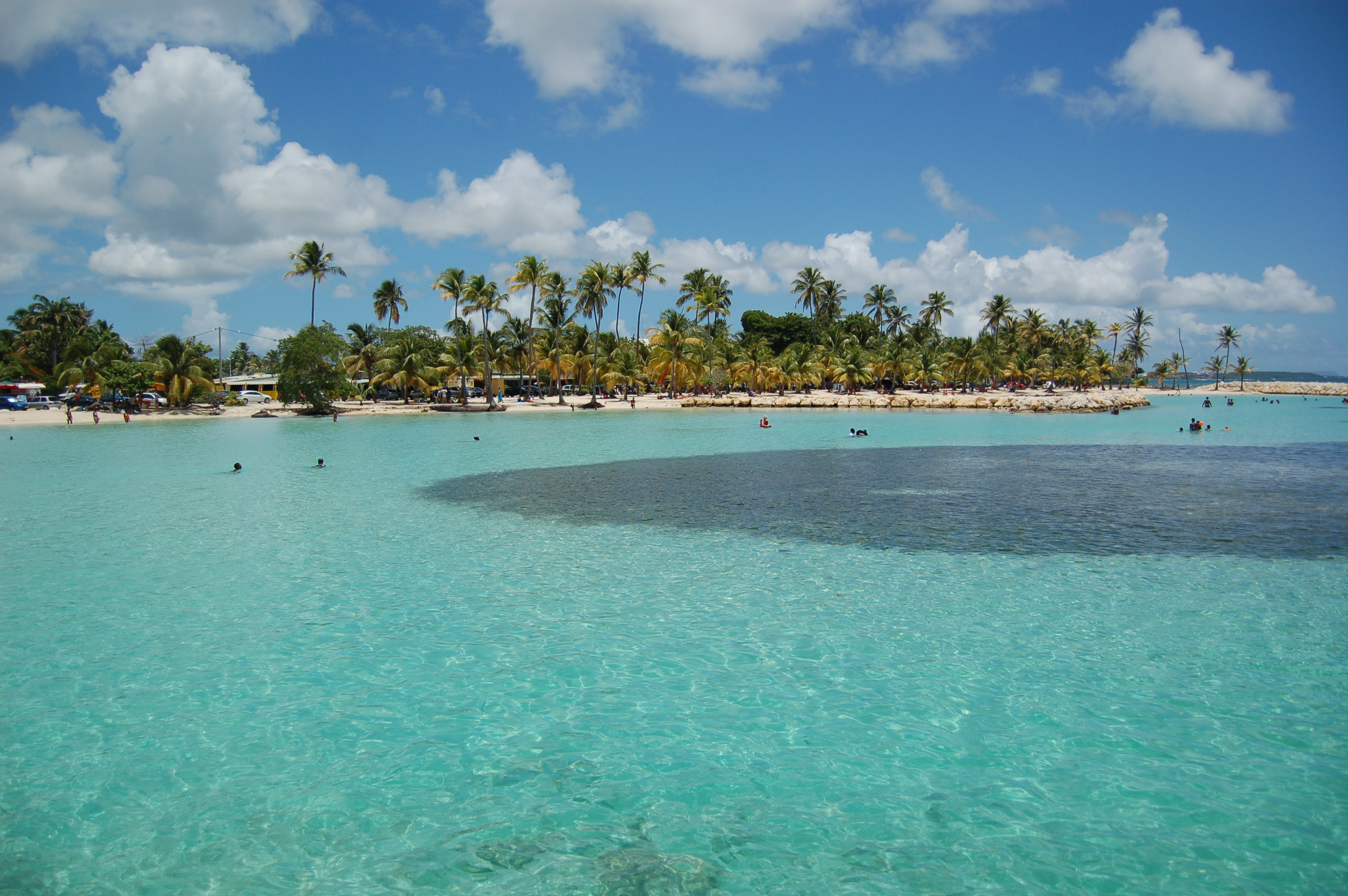
Pláž v Sainte-Anne
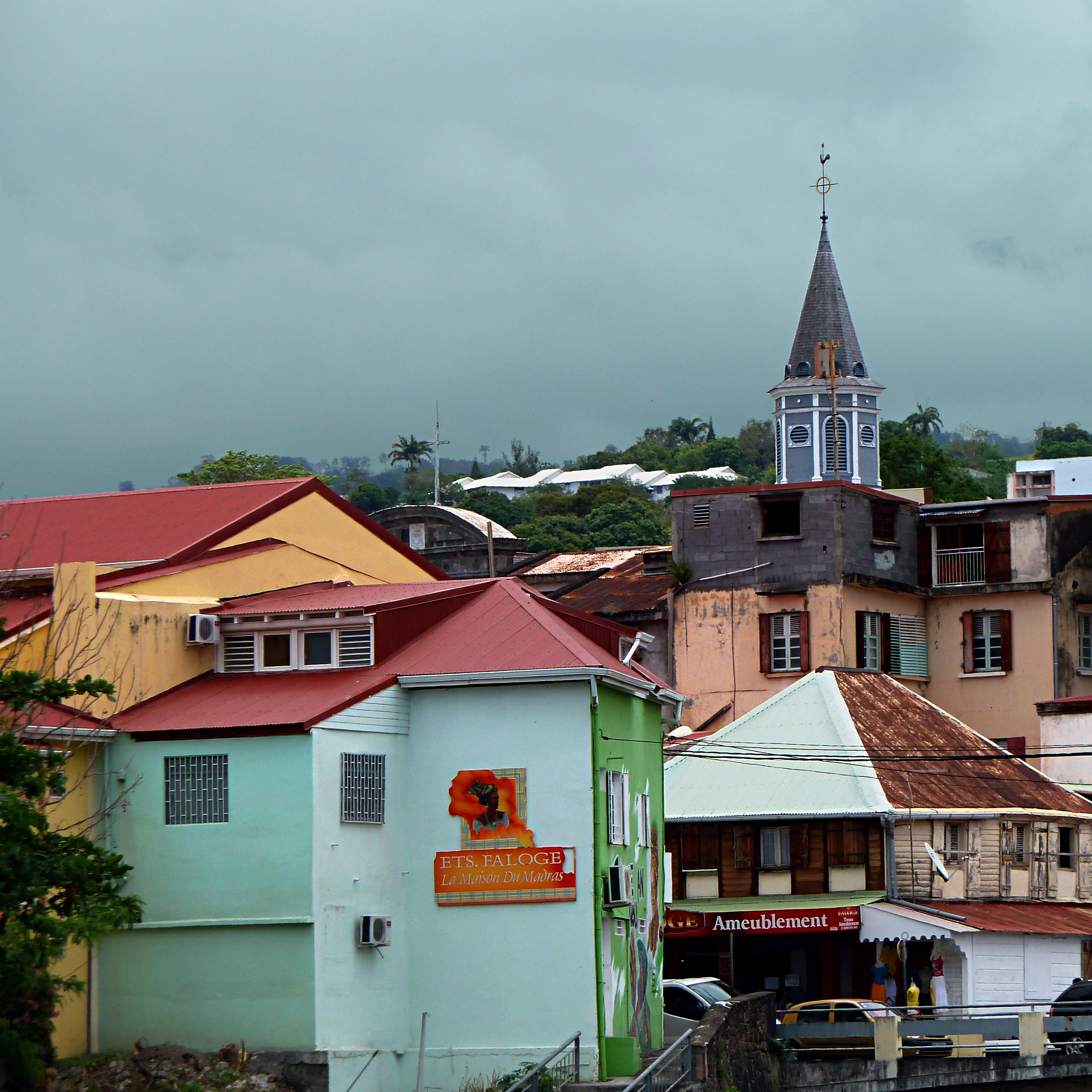
Centrum města Basse-Terre, sídla prefektury Guadeloupe
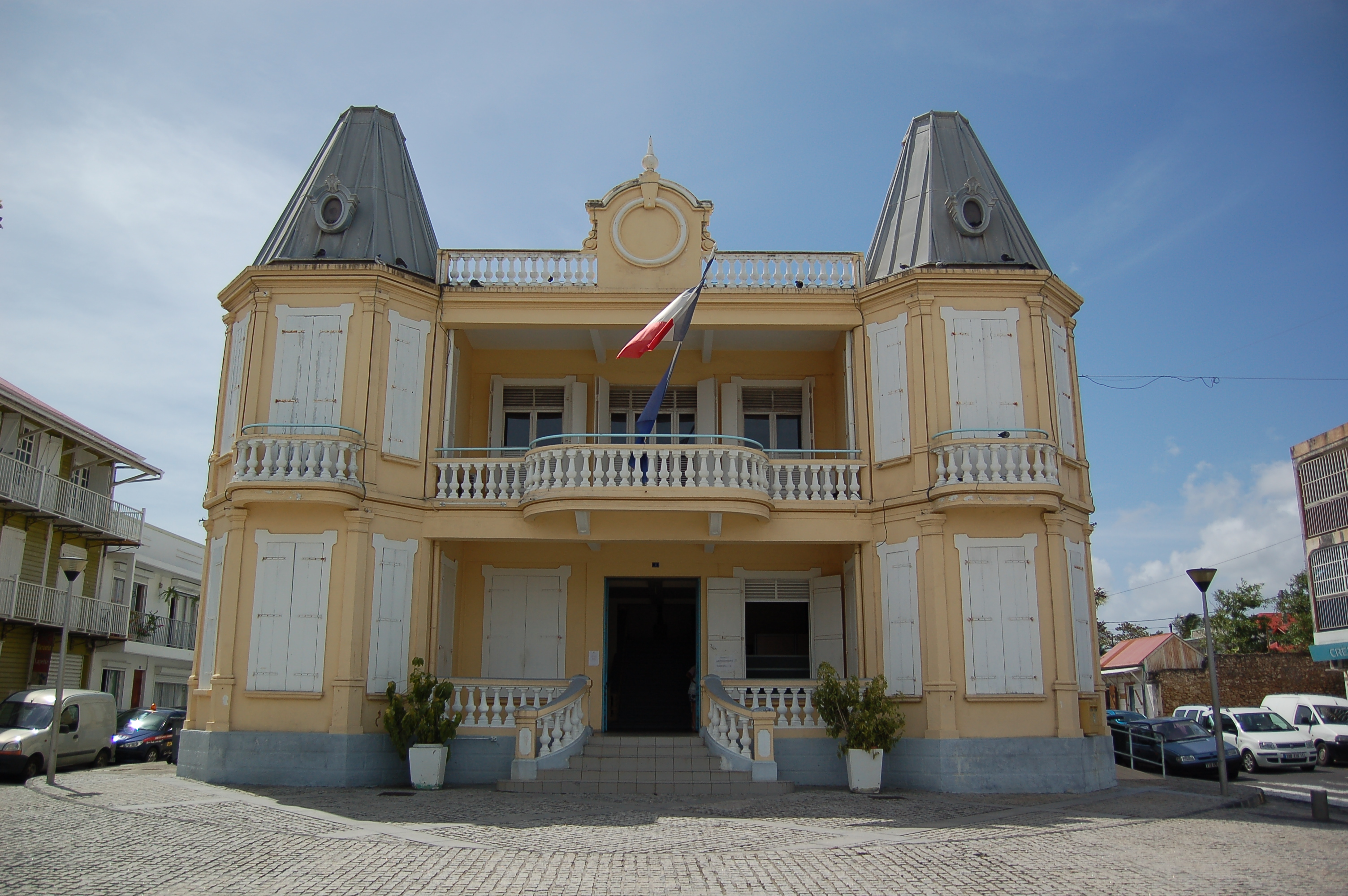
Radnice v Le Moule
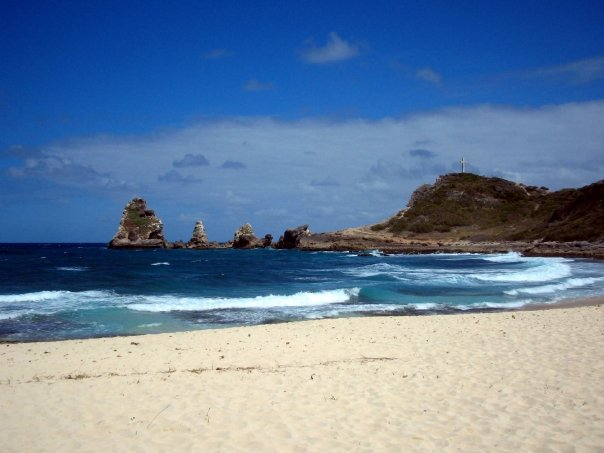
Pointe des Châteaux na ostrově Grande Terre
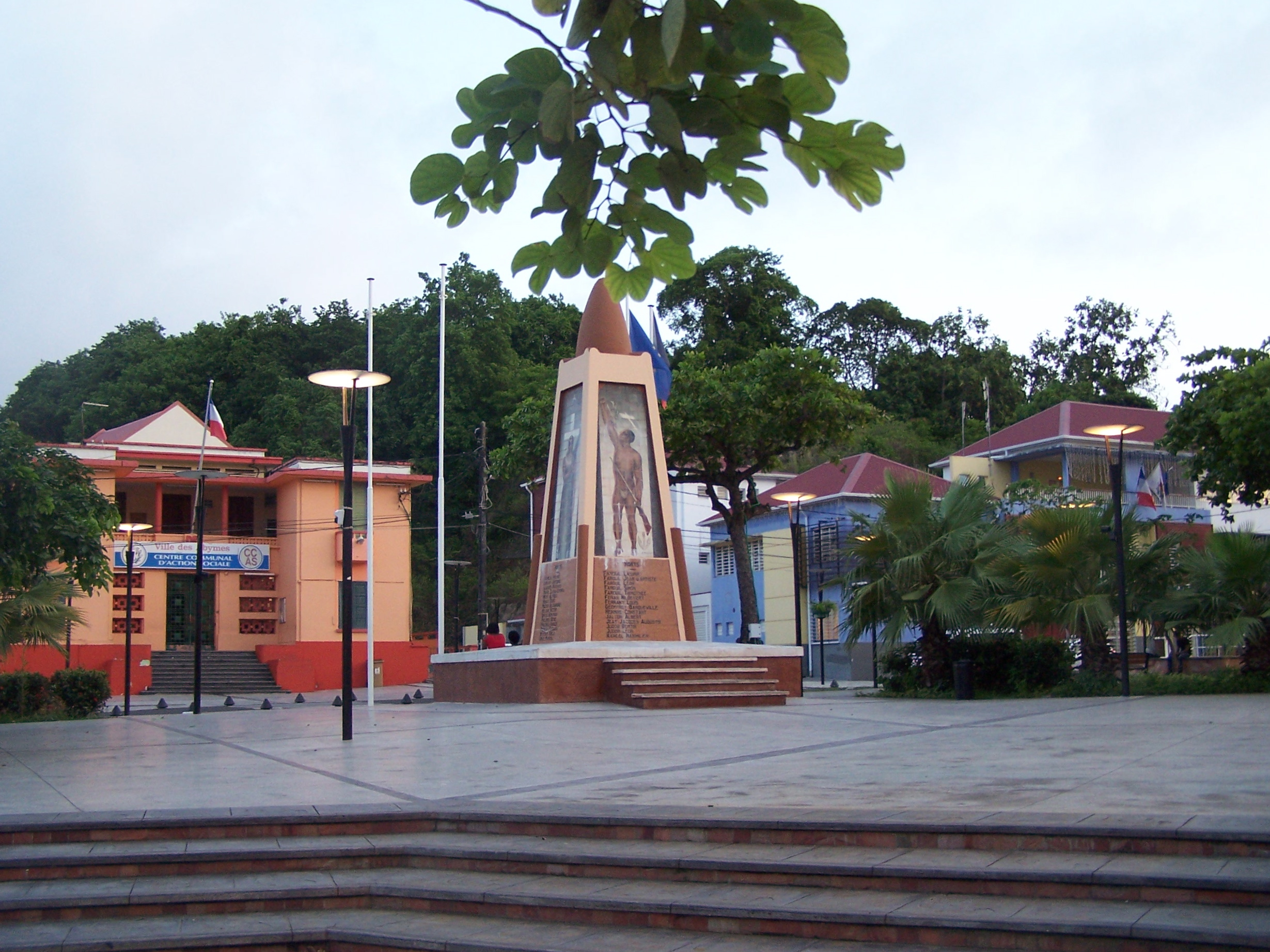
Hlavní náměstí v Les Abymes, které je největším městem Guadeloupe.
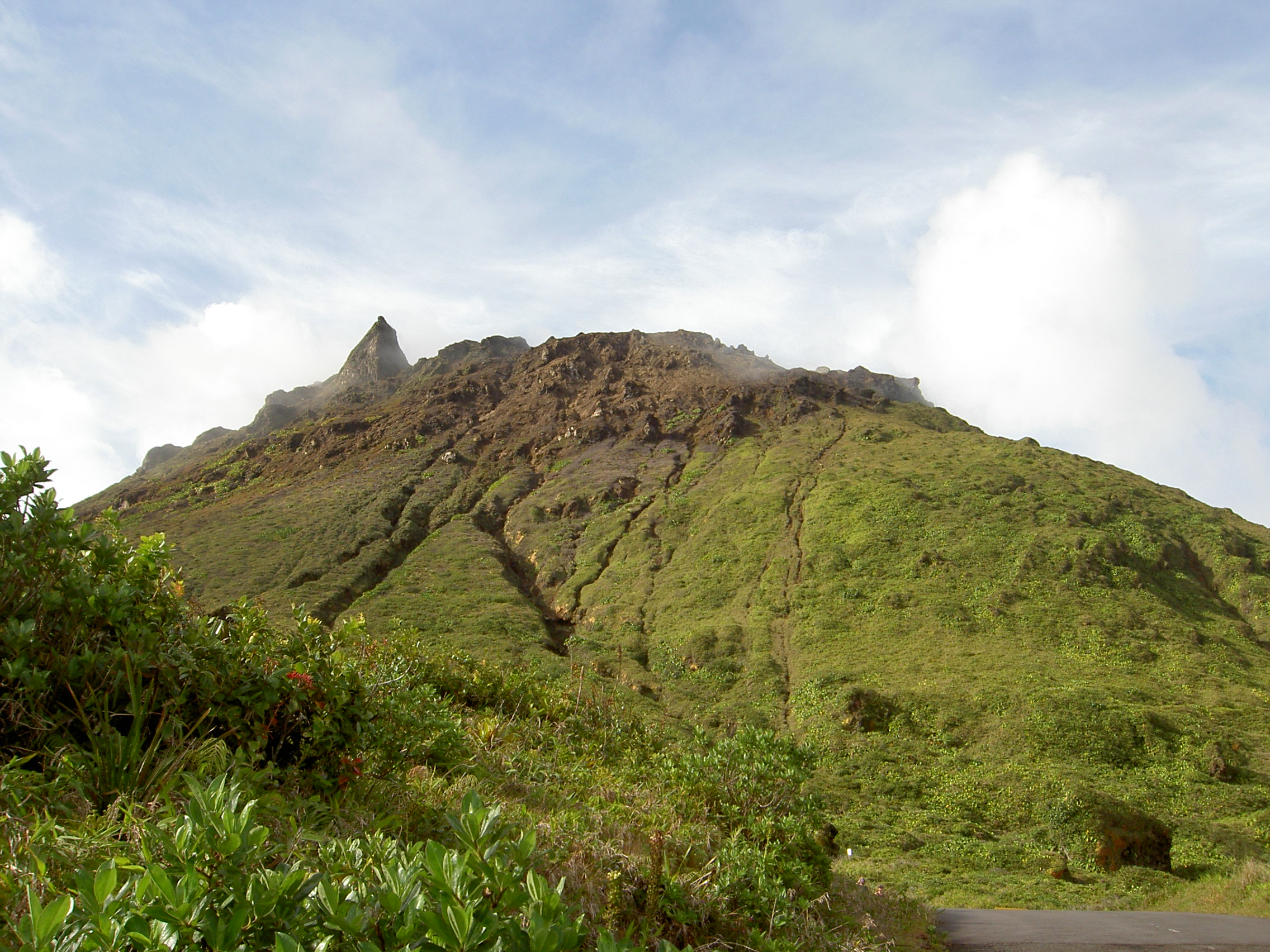
Sopka Soufrière na ostrově Basse-Terre
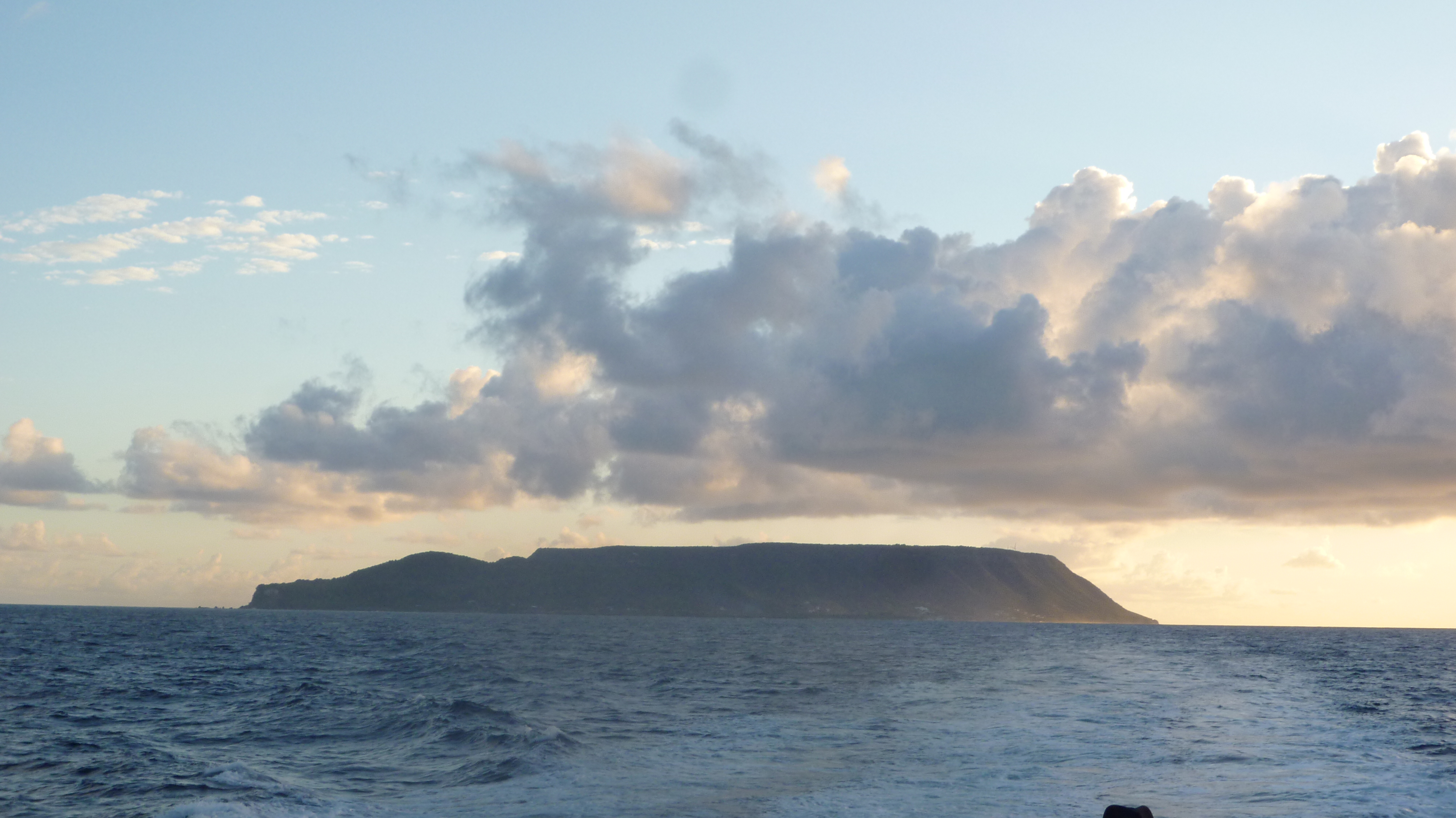
Pohled na La Désirade z Grande-Terre
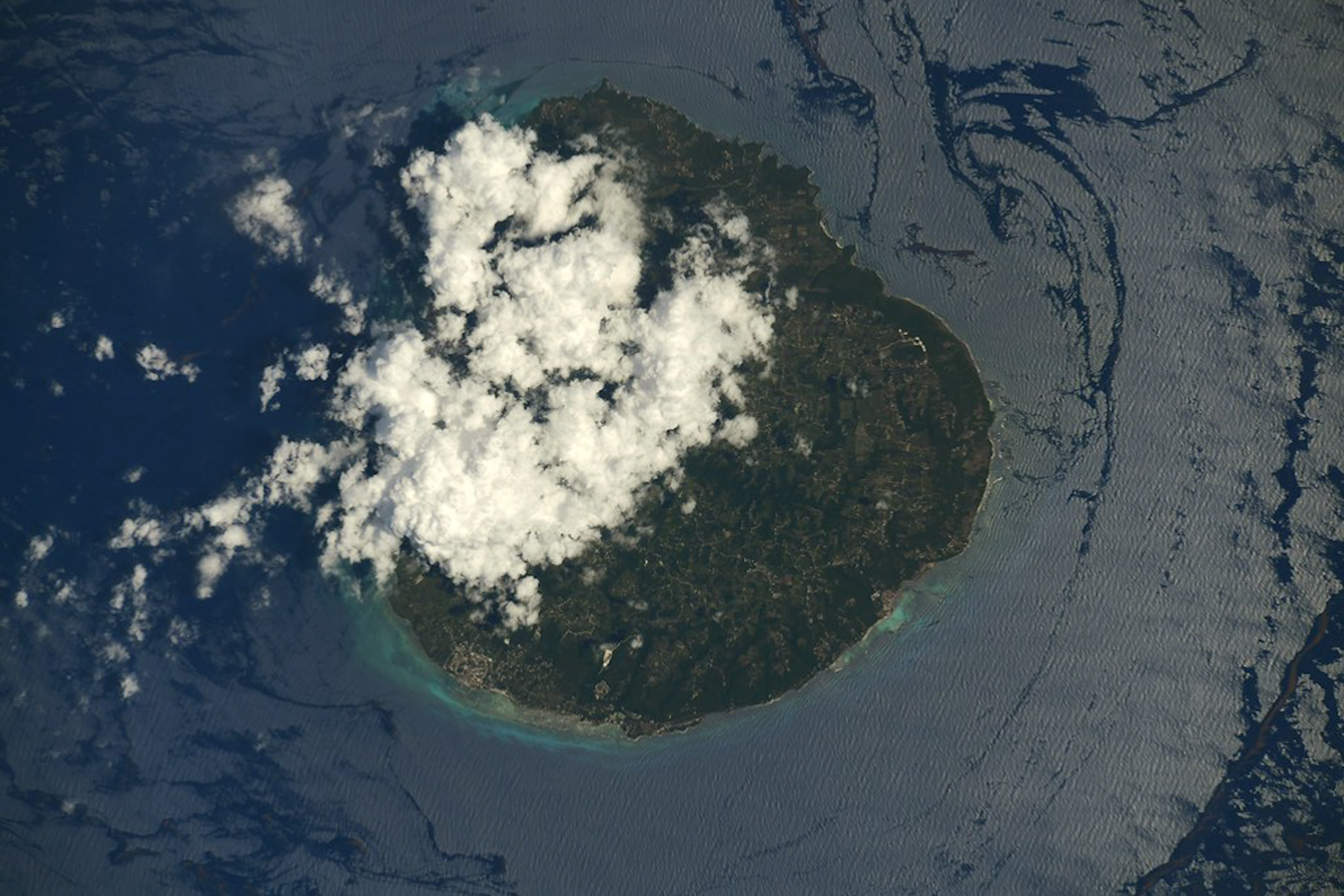
Satelitní snímek ostrova Marie-Galante
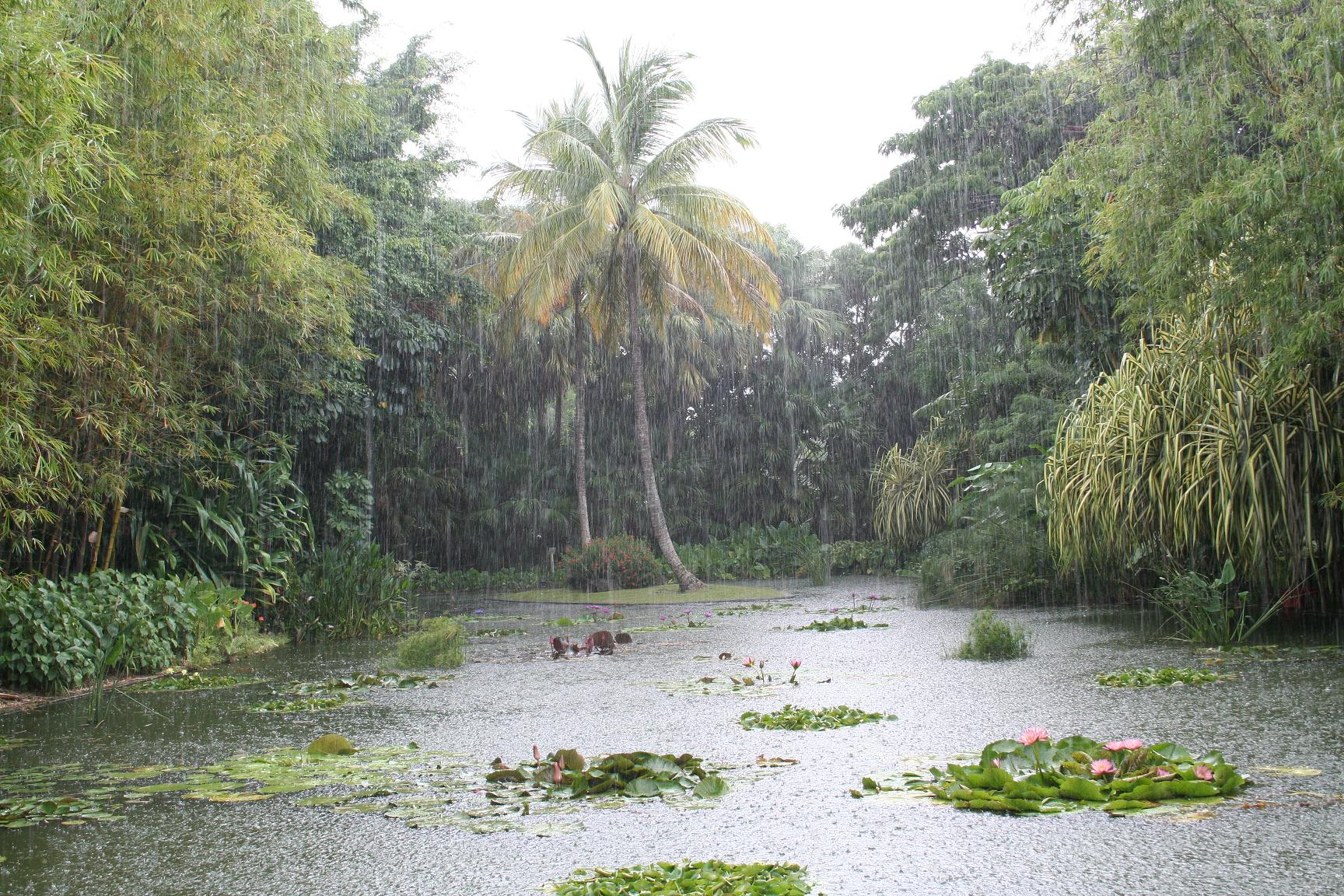
Botanická zahrada ve městě Deshaies na ostrově Basse-Terre za deště
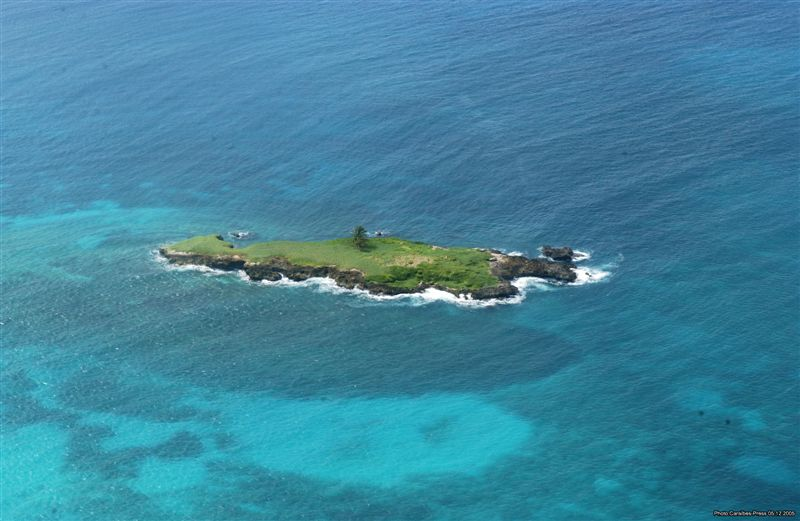
Ostrůvek Vieux Fort při pohledu z města Saint-Louis na ostrově Marie-Galante
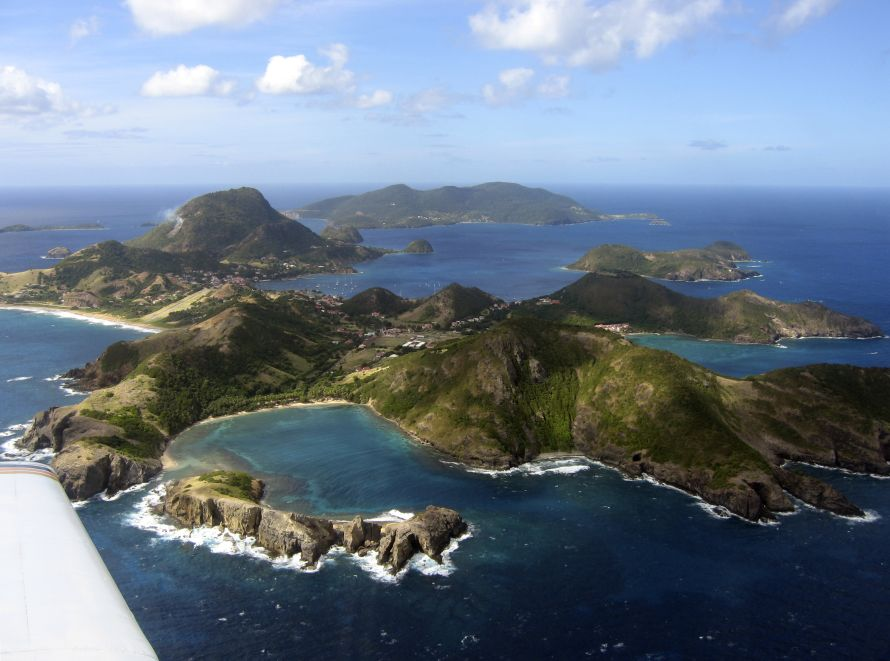
Letecký pohled na souostroví Les Saintes